# George Arthur Akerlof
George Arthur Akerlof (New Haven, 17 de junho de 1940) é um economista estadunidense, professor de economia na Universidade de Berkeley.
Seu pai era sueco e sua mãe judia estadunidense.
Foi laureado com o Prémio de Ciências Económicas em Memória de Alfred Nobel de 2001, juntamente com Michael Spence e Joseph Stiglitz).
Akerlof é conhecido pelo seu artigo The Market for Lemons: Quality Uncertainty and the Market Mechanism, publicado no Quarterly Journal of Economics em 1970, em que descreve os problemas que podem ocorrer nos mercados caracterizados por informação assimétrica.

## Biografia

### Primeiros anos
George Arthur Akerlof nasceu a 17 Junho de 1940 em New Haven, Connecticut. Seu pai, Gosta Akerlof, foi um químico, imigrante sueco nos E.U.A., que tinha cargos académicos e era investigador na Universidade de Yale – onde conheceu a sua futura mulher Rosalie Hirschfelder, mãe de George Akerlof, uma estudante de química – e na Universidade de Princeton, entre outras. Rosalie Hirschfelder, era proveniente de uma família judia de descendência alemã, abandonou os estudos e dedicou-se à vida de dona de casa.
O seu irmão mais velho (2 anos), Carl Akerlof, acaba seguindo a carreira do pai na ciência enquanto este desenvolve interesse nas áreas sociais, como história e economia. Uma das memórias mais importantes sobre economia foi quando tinha 11 ou 12 anos, altura em que seu pai andava sempre a mover de emprego em emprego, após ingressar na universidade de Princeton, ele pensou quais seriam as consequências para a sua família se o seu pai entrasse no desemprego, como reduzir a despesa familiar, o que poderia causar a mais pais perderem o seu emprego, e assim sucessivamente, o que significava o esmorecimento da economia. O seu pensamento, ainda que precoce pré configurou a sua visão macroeconómica para o ponto de vista de Keynes.
Começou o seu percurso escolar em Pittsburg, Pennsylvania, na Shady Side Academy, uma famosa escola privada. Porem aos 10 anos após o pai ter terminado o seu contrato de trabalho e ser forçado a mover-se para a fábrica de pólvora da Marinha, também Akerford foi forçado a mudar de escola para a Sidwell Friends School, a norte de Washington, numa casa alugada pela família, uma vez que as escolas perto do trabalho do pai não tinham qualidade suficiente para a mãe, Rosalie. Isto não durou sequer um ano uma vez que a Universidade de Princeton abriu uma vaga no seu Laboratório de pesquisa Forrestal, e contratou o seu pai. O que levou a sua familiar a mudar novamente, desta vez para Princeton, e por sua vez a mudar-se para a Princeton Country Day School o qual frequentou até ao 9ºano (o último da escola). Ingressou na Lawrenceville School para terminar o ensino secundário e poder assim ingressar na universidade.

### Faculdade e pós-graduação
Pelo facto do irmão deste ter já ingressado em Yale, foi forçado a abandonar qualquer outra hipótese de estudar numa instituição de ensino superior diferente como Harvard. Nos primeiros dois anos dedicou-se a atender aos cursos das artes liberais, que se enquadravam na sua visão profissional de economista ou historiador, e também a trabalhar no The Yale Daily News, integrado no seu projeto de atividades extracurriculares afim de complementar o seu curso de Estudos Direcionados (em Inglês: Directed Studies), que incluía disciplinas como história, filosofia, arte, literatura… (apenas nos dois primeiros anos e depois matemática e economia nos últimos dois), e matemática e economia que este frequentava aparte do curso. O facto de participar no jornal foi um elemento muito importante para a percepção do mundo como este realmente funcionava, e definir o seu objectivo de desenvolver uma teoria económica intimamente ligada a questões políticas substanciais em vez do tradicional modelo teórico, porem esta sua participação debilitou muito a sua educação em economia.
Aquando desta decisão, e face a este problema decidiu focar-se nos últimos dois anos de estudos, e apesar de enfrentar algumas dificuldades por falta de bases conseguiu terminar o curso com um resultado exemplar, o que permitiu prosseguir para uma escola de graduação (em inglês: graduate school).
Entra no MIT no Outono de 1962. Os resultados que este adquiriu em Yale, pelo facto do seu curso ter-se focado mais em disciplinas de matemática ao invés de economia, permitiram a Akerlof, focar-se noutros interesses nomeadamente em Topologia, o que lhe permitiu perceber como os matemáticos pensavam realmente, mas também que um grande problema da teoria económica na altura se devia ao facto de haver falta de conhecimento matemático dos economistas, que impossibilitava a estes de estruturar os problemas, e não da falta de argumentos que sustentavam as suas teses. Outra disciplina que teve grande importância para a construção da sua obra foi a teoria do crescimento que lhe permitiu estruturar problemas com base na estrutura económica que é o que realmente importa, e abriram portas para estruturar a sua tese Market for Lemons, mas que fundamentalmente constituíram-se como uma tentativa de fundamentar a economia keynesiana sobre bases microeconómicas sólidas.
Concluí o seu doutoramento em 1966 no MIT e ingressa na Universidade de Berkeley, como professor assistente, a fim de ingressar na carreira académica.

### Casamento e filhos
No outono de 1977, durante a sua presença no Conselho de gestão do sistema da reserva federal, conheceu Janet Yellen. Devido às suas imensas compatibilidades, segundo Akerlof, e por trabalharem no mesmo ramo, economia, e por razões práticas relacionadas com a carreira decidiram casar de imediato. A cerimónia deu-se em Junho de 1978. Passados 2 anos do casamento nasce o seu primeiro e único filho Robert Akerlof.

### Principais cargos
- 1966-1970 Professor assistente, Universidade da Califórnia em Berkeley
- 1967-l968 Professor visitante, Instituto de estatísticas indiano
- 1969-     Investigador associado no verão, Universidade de Harvard
- 1970-l977 Professor Associado, University de Califórnia em Berkeley
- 1973-l974 Economista sénior, Quadro de conselheiros económicos
- 1977-l978 Professor, Universidade de Califórnia, Berkeley
- 1977-l978 Investigador económico visitante, secção de estudos especiais, Conselho de gestão do sistema de reserva federal
- 1978-l980 Cassel Professor com repeito à banca e moeda, London School of Economics
- 1980-     Professor, Universidade da Califórnia em Berkeley
- 1994-     Investigador sénior, The Brookings Institution

### Principais prémios e honras
- Conselheiro sénior, Painel da Brookings sobre atividade económica
- Comité executivo da associação americana de economia
- Vice-Presidente, Associação americana de economia
- Editor associado, American Economic Review, Quarterly Journal of Economics, Journal of Economic Behavior and Organization
- Co-editor, Economia e política
- Amigo da Guggenheim
- Amigo da Fulbright
- Amigo da sociedade de Econometria
- Conselho norte-americano da sociedade de Econometria
- Amigo da Academia americana de Artes e Ciências
- Orador da Associação americana de economia durante as palestras de Ely, 1990
- Associado, Programa de crescimento económico, Instituto Canadiano para Pesquisa Avançada
- Amigo, Instituto para a reforma das políticas
- Investigador Associado, Gabinete nacional para investigação económica
- Associação de graduados em economia, Universidade da California em Berkeley, Prémio para o melhor conselheiro graduado, 1994
- Orador nas palestras de Fisher-Shultz, Comgresso mundial da sociedade de econometria, 1995
- Diretor, Gabinete nacional para investigação económica
- Membro, Direção da fundação Russell Sage em economia comportamental
- Associado, Iniciativa MacArthur em economia, Grupo sobre valores e normas
- Orador na palestra de Harry Johnson, Associação Real de Economia, March, 1997
- Orador na palestra de Henry George, Universidade de Scranton, 1998
- Orador na palestra de Gunnar Myrdal (comemoração do centenário), 1998
- Orador na palestra de Henry George, Faculdade de Williams, 1999
- Orador na palestra de Woodward, Universidade da Colúmbia Britânica, 1999
- Doutoramento honorário, Universidade de Zurique, 2000

## Principais obras e artigos

### The Market for Lemons and Asymmetric Information
Akerlof é provavelmente mais conhecido por ter escrito este artigo, The Market for Lemons: Quality Uncertainty and the Market Mechanism, publicado no Quarterly Journal of Economics em 1970, no qual identificou graves problemas que afetam os mercados caracterizados por informação assimétrica, artigo este, que lhe garantiu o prémio Nobel. Em Efficiency Wage Models of the Labor Market, Akerlof e a co-autora Janet Yellen (a sua mulher) fundamentaram a Hipótese do salário eficiente, na qual os empregadores pagam acima do preço de equilíbrio, contradizendo as conclusões da economia neoclássica.

### Identity Economics
No seu último trabalho, Akerlof e a sua colaboradora Rachel Kranton, da Universidade de Duke, introduziram o conceito de identidade social na análise económica formal, criando o ramo da economia de identidades. Trabalhando em diversos campos fora da área económica como a psicologia social, Akerlof e Kranton argumentaram que os indivíduos não têm preferências entre diversos bens e serviços, e que eles aderem às normas sociais sobre como as pessoas se devem comportar. As normas estão ligadas à identidade social da pessoa. Estas ideias apareceram pela primeira vez no seu artigo Economics and Identity, publicadas no Quartely Journal of Economics, em 2000.

### Reproductive technology shock
No final dos anos 90, as ideias de G. Akerlof atraíram atenção de algumas pessoas no meio do debate sobre a legalização do aborto. Em artigos que apareceram no The Quarterly Journal of Economics, The Economic Journal, e noutros fóruns, Akerlof, descreveu o fenómeno que rotulou como reproductive technology shock (o choque da tecnologia de reprodução). Ele afirmava que as novas tecnologias que ajudaram a espalhar a revolução sexual do final do séc. XX, métodos contraceptivos e legalização do aborto, não só falharam em suprimir incidentes de guarda parental, mas pelo contrário, contribuíram para aumentar. De acordo com Akerlof, para as mulheres que não utilizavam estes métodos, estes transformaram o velho paradigma de suposições, expectativas e comportamentos sócio sexuais, em métodos que eram especialmente desvantajosos. Por exemplo, a disponibilidade de aborto legal, permitiu aos homens ver os seus filhos como o resultado da escolha da parceira e não como resultado de relações sexuais. Além disso encorajou os pais biológicos a rejeitarem a noção que eram obrigados a casar com a mãe mas também a ideia de obrigação paterna.
Apesar de Akerlof não recomendar restrições legais no aborto ou na disponibilidade de contraceptivos, a sua análise tendia para aqueles que defendiam estas restrições. Apesar de ser um académico fortemente liberal e tendencialmente associado à base de política Democrata, foi várias vezes citado por conservadores, e analistas e comentadores de tendência Republicana.

### Looting
Em 1993 Akerlof e Paul Romer deram vida a Looting: The Economic Underworld of Bankruptcy for Profit, que descreve que sobre certas circunstâncias, donos de empresas decidem que é mais rentável para eles, pessoalmente, "roubar" a empresa e extrair valor à mesma, em vez de tentarem fazê-la crescer e prosperar. Como nos diz Akerlof:
"Bancarrota para obter lucro irá acontecer se fraca contabilidade, legislação flexível, ou penas baixas para abuso dos proprietários derem um incentivo para receberem mais do que o próprio valor das firmas e negligenciarem a sua obrigação para com as dívidas. Bancarrota para obter lucro ocorre mais frequentemente quando o governo compra obrigações da empresa."
Yves Smith arguementa no seu livro Econned que a teoria do roubo de Akerlof e Romer aplica-se na crise do subprime e na crise financeira de 2007-2010. Ela argumenta que as companhias "roubadas", neste caso, foram os bancos e outros que foram "roubados" por certos corretores e executivos dessas mesmas empresas.